# درگیری سین‌کیانگ
درگیری سین‌کیانگ به سرکوب، شکنجه و تبعیض علیه مسلمانان در کشور چین به ویژه در ترکستان شرقی (ناحیه خودمختار سین‌کیانگ) که ترک‌تباران اویغور در آن ساکن هستند، نامیده می‌شود.
دولت چین که سال‌های متمادی علیه مسلمانان ساکن در این کشور سیاست‌های تبعیض و فشار برای تغییر عقیده را در سیاست خود داشت، از سال ۲۰۰۸ بازداشت گروهی مسلمانان و تجسس در اندیشه‌های مذهبی و سیاسی را برای تغییر و یکسان‌سازی فرهنگی را به صورت اجباری با اعمال زور علیه اقلیت‌های اویغور، قزاق و دیگر گروه‌های قومی مسلمان در این کشور به شدت دنبال می‌کند.
دولت چین از ادای هرگونه فرایض دینی مانند نماز و روزه و همچنین رعایت حجاب و پوشش اسلامی و بلند بودن ریش و پرهیز از نوشیدن مشروبات الکلی یا مطالعه کتاب‌ها و مقالات دربارهٔ اسلام مخالفت می‌کند و آن را مصداق نمایش جلوه‌های دینی و فرهنگی و در ردیف رفتارهای «افراط گرایانه» قرار می‌دهد و به شدت با آنان مخالف می‌کند.
اویغورها دوبار در سال‌های ۱۹۳۳ و ۱۹۴۴ با کمک ژوزف استالین موفق شدند استقلال خود را پس بگیرند و خود را «جمهوری اول ترکستان شرقی» بنامند. اما چین، با استفاده از عِرق مذهبی مسلمانان خودش که آن‌ها هم اویغورها را کافر می‌پنداشتند استقلال جمهوری ترکستان شرقی را در هم کوبید.
«جمهوری دوم ترکستان شرقی» هم به همین سرنوشت دچار شد. با این تفاوت که این بار میان جامعه اویغور که بخشی طرفدار شوروی و بخشی هوادار ترکیه بودند اختلاف افتاد و در این اختلافات، این چین بود که کنترل منطقه اویغورنشین را در دست گرفت و از سال ۱۹۴۹ تا کنون با مشت آهنین بر آن حکومت کرده‌است.
حکومت مرکزی چین مدعی است دست نامرئی ترکیه و روسیه است که می‌خواهد بخشی از آنچه را چین متعلق به خودش می‌داند زیر نفوذ بگیردند. در مقابل، اویغورها با نگاهی به تمدن و گذشته و تفاوت‌های چشمگیری که میان شیوه زندگی، سنت‌ها و اعتقاداتشان با چین وجود دارد و این که چین از دید آنها دولتی است که در گذشته‌ای نه چندان دور قلمروشان را غصب کرده، ترجیح می‌دهند حتی در ازای مماشات با روسیه و ترکیه، خود را از زیر یوغ چین که در تلاش برای از میان بردن هویت تاریخی و قومی آنها است خود را از اردوگاه‌های شستشوی مغزی و کار اجباری چین رها کرده با حیثیت انسانی به زندگیشان ادامه دهند.
حکومت چین در سرکوب مسلمانان اویغور بسیار فعال بوده‌است؛ به‌طوری‌که از ۹۳۸ مدرسه زبان عربی که در سال ۱۹۸۹ مشغول به کار بودند، آخرین مدرسه این گروه در ۱۹۹۶ توسط دولت چین تعطیل شد. در سال ۲۰۰۵ نیز ۳۷ دانش‌آموز به جرم آموختن اسلام در کلاس‌های آموزشی اسلام دستگیر شدند و دانشجویان به جرم اَعمال دینی از دانشگاه‌ها اخراج شدند. کارمندانی که نماز می‌خوانند از سر کار اخراج شده، امامان جمعه ۲۳۰۰۰ مسجد این ناحیه مجبورند نام و شمار نمازگزاران مساجد خود را به مقامات دولتی گزارش بدهند. گزارش‌ها حتی حاکی است که مسلمانان اویغور بیشتر تحت فشارند تا نوشیدنی الکلی بنوشند و در روزهای ماه رمضان غذا صرف کنند. سازمان عفو بین‌الملل معتقد است که ۵۰۰ اویغور از ۱۹۸۵ تاکنون به جرم «استقلال طلبی» اعدام شده‌اند.
در تجمع مسالمت‌آمیز مردم شهر اورومچی در ژوئیه ۲۰۰۹ به بهانه عدم رعایت حقوق اویغورها در دادگاه‌های چین، شمار کشته‌شدگان این حوادث بیش از ۱۴۰ تن و شمار مجروحان ۸۲۸ تن اعلام شد. حکومت چین مدعی است که مسئولیت این حوادث بر عهده کنگره جهانی اویغور و رهبر آن ربیعه قدیر است که در خارج از چین فعالیت می‌کند.
هیچ‌یک از اعضای سازمان کنفرانس اسلامی از جمله سازمان‌های دولتی جمهوری اسلامی ایران، سخنی از اقلیت مسلمان اویغور که محور این اعتراضات هستند به میان نیاورده‌اند.
همچنین هیچ کدام از اعضاي سازمان کشورهاي شورای ترک و یا گروههای موسوم به پانترک تاکنون در محکومیت چین درمورد اعمال خشونت برعلیه مسلمانان ترک‌زبان ترکستان چین بیانه ای نداده اند.

## پیشینه
۶۰ سال پیش و در سال ۱۹۴۹ که دولت مرکزی چین ترکستان شرقی را اشغال کرد، با سیاست‌های امنیتی و با هدف افزایش قدرت در مرزهای باختری کنونی خود در جهت سرکوب آزادی‌خواهان و مسلمانان بومی این استان خودمختار اقدام به تغییر بافت قومی منطقه با اسکان چینی‌های هان کرده که جمعیتشان پیاپی رو به افزایش است و اکنون نزدیک به نیمی از جمعیت استان را دارا می‌باشند.
اویغورها و قزاق‌های ساکن این استان در معرض ظلم و شکنجه سازمان‌یافته و خطر کشتار به سبب دفاع از فرهنگ، هویت و ارزش‌های دینی خود، می‌باشند. تُرکستان خاوری به یک زندان روباز تبدیل شده و جمهوری خلق چین در پی پاکسازی اسلام و هویت اقوام بومی این سرزمین می‌باشد. چین دو راه پیش روی مردم بومی این دیار گذاشته‌است؛ استحاله یا مرگ! بیشتر از ۳۵۰٬۰۰۰ مسلمان در زندان‌های چین شکنجه می‌شوند.
سازمان دیده‌بان حقوق بشر از نقض گسترده حقوق مسلمانان در منطقه خودمختار سین‌کیانگ خبر می‌دهد. چندین سازمان حقوق بشری در اوت ۲۰۱۷ در نشست کمیته مبارزه با نژادپرستی سازمان ملل متحد در ژنو دربارهٔ مسلمانان اویغوری و دیگر اقلیت‌های بومی استان خودمختار سین کیانگ اعلام کردند: «این مسلمانان به بهانه مواضع سیاسی خود در کمپ‌های بازآموزی یا تفتیش عقاید تحت بازداشت هستند. حدود ۳٬۰۰۰٬۰۰۰ مسلمان اویغور، قزاق، تاجیک، پامیری و دیگر بومیان منطقه بدون هیچگونه محاکمه‌ای در کمپ‌ها نگهداری می‌شوند».

## بازتاب و اعتراض جهانی
عفو بین‌الملل و بسیاری از افراد و نهادهای حامی حقوق بشر با صدور بیانیه‌های مختلف از این اقدامات ضدبشری دولت چین انتقاد و آن را شدیداً محکوم کردند و خواستار پایان بخشیدن به آزار و اذیت و رفع تبعیض مسلمانان در چین شدند.
۲۲ کشور عضو سازمان ملل متحد نیز با ارسال نامه ای به رئیسان شورای حقوق بشر و کمیسر عالی سازمان ملل متحد در امور حقوق بشر، رفتار ستمگرانه دولت چین با مسلمانان اقلیت این کشور را محکوم کردند. سفیران کشورهایی مانند: بریتانیا، استرالیا، کانادا، آلمان، فرانسه، ژاپن و… از جمله امضاءکنندگان این نامه اعتراض آمیز بودند.